# Ческа-Скалице
Ческа-Скалице (чеш. Česká Skalice) — чешский город в районе Наход, который находится на реке Упа (чеш. Úpa).

## История
Через сегодняшний город проходил с римских времён торговый путь из Польши в Прагу и далее. Первое упоминание о его существовании есть в Чешской хронике Козьмы Пражского и относится к 1068 году. В XII веке была вся окрестность в собственности дворянского рода с гербом золотого стремени. Члены этого рода — Хвалек, Богуш Бородатый и Ратибор — были владельцами и кастелянами замка в Клодзко. На месте нынешнего города построенo 2 небольших родовых укрепленных крепости — Малая Скалице (на правом берегу реку Упа возле нынешней церкви) и Большая Скалице (на левом берегу реку Упа недалеко от Бабушкиной долины). Около них позже возникли населённые пункты с таким же названием.
Первое косвенное упоминание о Скалице относится к 1238 году, когда упоминается дворянин Петр из Скалицы как свидетель последней воли вельможи Збраслава Вхынице. В 1350 году упоминается приходской костел в Малой Скалице. Большая Скалице стала частью поместья Наход в 1393 году (владельцем был Йетржих из Яновиц), а Малая Скалице только в 1575 году, когда она была куплена за 4 100 коп чешских грошей Хедвикой Смиржицкой из Смиржиц. Оба населённых пункта имели различное развитие и только в 1942 году в результате их объединения был основан современный город Ческа-Скалице.

## Достопримечательности
- Костёл Вознесения Девы Марии (в 1350 г. часовня, которая была перестроена в 1725 г. в стиле барокко)[5]
- Одноэтажный дом приходского священника в стиле барокко (1731  г.)[6]
- Штеидлерова гостиница „U Bílého lva“ (двухэтажный каменный дом с неоклассической отделкой фасада, 1824 г., в 1836 г. построение танцевального зала и застекленного садового павильона с видом на город, в 1877-1919 гг. монастырь с институтом образования и школой, в 1888 г. построение часовни, которая была снесена в 1919 г., с 1962 г. Музей Божены Немцовой)
- Школа Барунки (историческое помещение класса XIX в. размещается в срубовом здании школы, в котором в 1824-1833 гг. училась Божена Немцова, передняя часть школы была построена в 1643 г., задняя часть школы уничтожена пожаром в 1864 г., сегодняшний комплекс школы был спроектирован академическим архитектором Владимиром Лабскым в 1972-1981 гг. после сноса дома номер 10)[7]
- Памятник Божене Немцовой  на площади Гуса (1888 г., скульптор Моржиц Чернил)[8]
- Памятник Божене Немцовой (расположен в парке в части города Злич, был построен в 1912 г. в саду фабриканта Йосефа Моравека, в 1975 г. он был перенесен на нынешнее место)
- Бронзовый памятник Божене Немцовой в парке возле Музея Божены Немцовой (1970 г., скульптор Мария Ухытилова-Кучова)[9]
- Марианская колонна (около 1718 г., восстановленная в 1825 г. и в 1889 г.)[10]
- Треугольная часовня Пресвятой Троицы (1731 г.)
- Военное кладбище с 1866 г.
- Вилла Черых (построена в 1924-1925 гг., архитектор Отакар Новотны)[11]
- Старая ратуша на площади Гуса (первая ратуша построена в XVI в., которая была перестроена в 1863 г. в нео-готическом стиле, в 1931-1962 гг. здесь расположен Музей Божены Немцовой)[12]
- Водохранилище „Rozkoš“ (построено в 1966-1972 гг., занимает площадь 1100 га, средняя глубина составляет 10 м, служит не только для регулирования воды в реке Упе, но и стало центром водных видов спорта и раем для рыбаков)
- Барочный, восстановленный в классическом стиле, замок Ратиборжице[13][14][15][16]
- Бабушкина долина (названная так в 1878 г. врачом и писателем Отакаром Йедличкой из города Смиржице, c 1952 г. национальная резервация, в 1981 г. основана научная тропа[17])

## Население
| Год  | Численность | Численность |
| ---- | ----------- | ----------- |
| 1869 | 3507        | [ 18 ]      |
| 1880 | 4008        | [ 18 ]      |
| 1890 | 3949        | [ 18 ]      |
| 1900 | 4249        | [ 18 ]      |
| 1910 | 5084        | [ 18 ]      |
| 1921 | 4374        | [ 18 ]      |
| 1930 | 4554        | [ 18 ]      |
| 1950 | 4152        | [ 18 ]      |
| 1961 | 4418        | [ 18 ]      |
| 1970 | 4497        | [ 18 ]      |
| 1980 | 5039        | [ 18 ]      |
| 1991 | 5594        | [ 18 ]      |
| 2001 | 5407        | [ 18 ]      |
| 2014 | 5154        | [ 19 ]      |
| 2016 | 5049        | [ 20 ]      |
| 2017 | 5049        | [ 21 ]      |
| 2018 | 5083        | [ 22 ]      |
| 2019 | 5078        | [ 23 ]      |
| 2020 | 5047        | [ 24 ]      |
| 2021 | 5017        | [ 25 ]      |
| 2022 | 4945        | [ 26 ]      |
| 2023 | 5053        | [ 27 ]      |
| 2024 | 5122        | [ 3 ]       |